# Wahlkreis Sedgefield

Der Wahlkreis mit den Grenzen von 2007

Sedgefield ist ein Wahlkreis für das britische Unterhaus in County Durham. Der Wahlkreis wurde 1983 geschaffen und deckt einen Großteil von Sedgefield und Newton Aycliffe ab. Er entsendet einen Abgeordneten ins Parlament.

## Geschichte

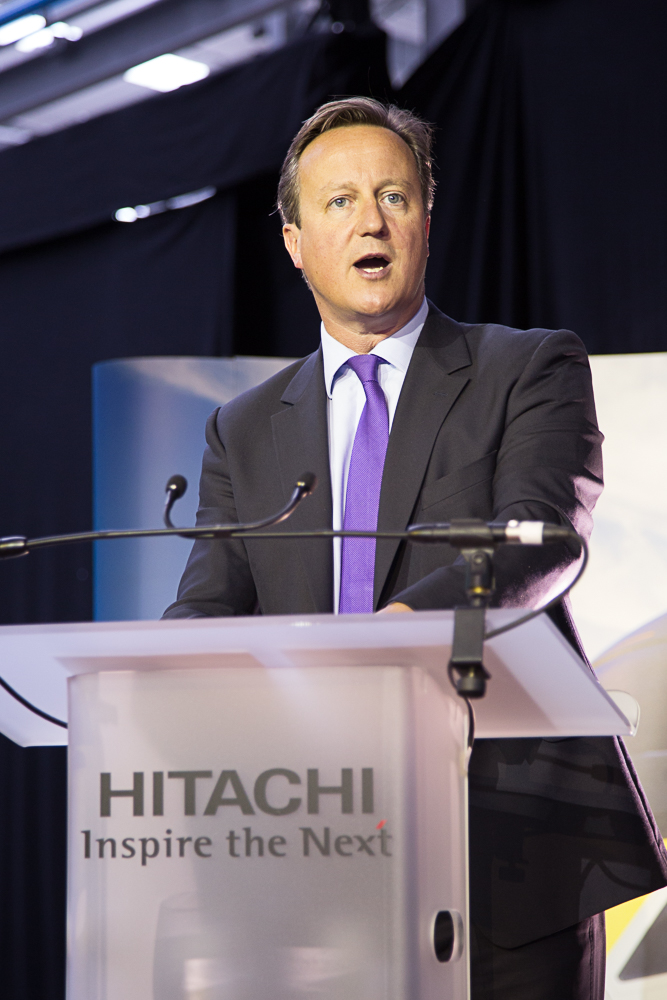
Premierminister David Cameron besuchte im September 2015 die Eröffnung der Hitachi-Fabrik in Newton Aycliffe

Der Wahlkreis existierte bereits zwischen 1918 und 1974, wurde dann jedoch abgeschafft. Zu dieser Zeit wechselten sich Angehörige der Conservative Party und der Labour Party als Repräsentanten ab. Sedgefield wurde vor seiner Abschaffung als Wahlkreis unter anderem von Joseph Slater, Baron Slater im House of Commons vertreten. Seit der Neubildung im Zuge der Unterhauswahl 1983 wird Sedgefield durchgehend von Angehörigen der Labour Party repräsentiert.
Bei den Wahlen 1983 gewann Tony Blair, der spätere Premierminister des Vereinigten Königreichs zwischen 1997 und 2007 den Sitz im House of Commons. Nachdem dieser 2007 zurückgetreten war, wurde eine Nachwahl fällig. Diese gewann Phil Wilson.
Der Wahlkreis wies im April 2013 eine Arbeitslosigkeit von 4,7 % auf. Dieser Wert lag damit höher als der nationale Durchschnitt von 3,8 %.
Im September 2015 wurde in Newton Aycliffe eine Fabrik des japanischen Unternehmens Hitachi eröffnet, die massiv zur Bildung von neuen Arbeitsplätzen in dem Wahlkreis beitrug.

## Bisherige Vertreter

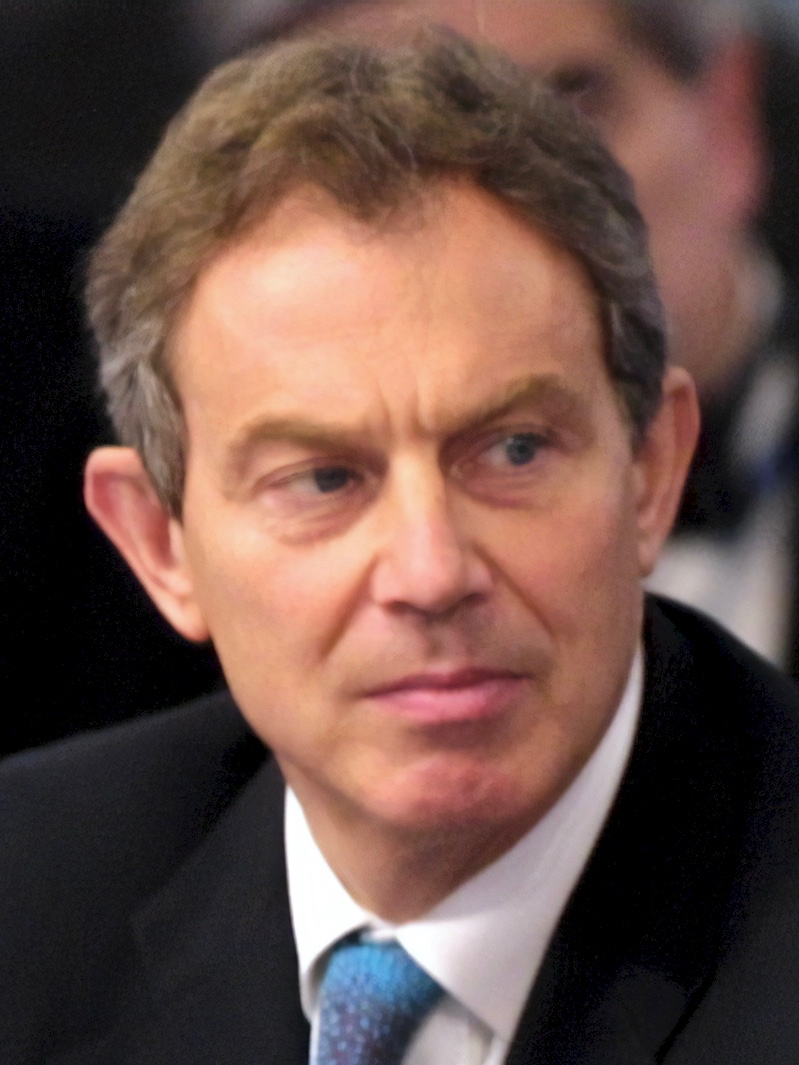
Tony Blair
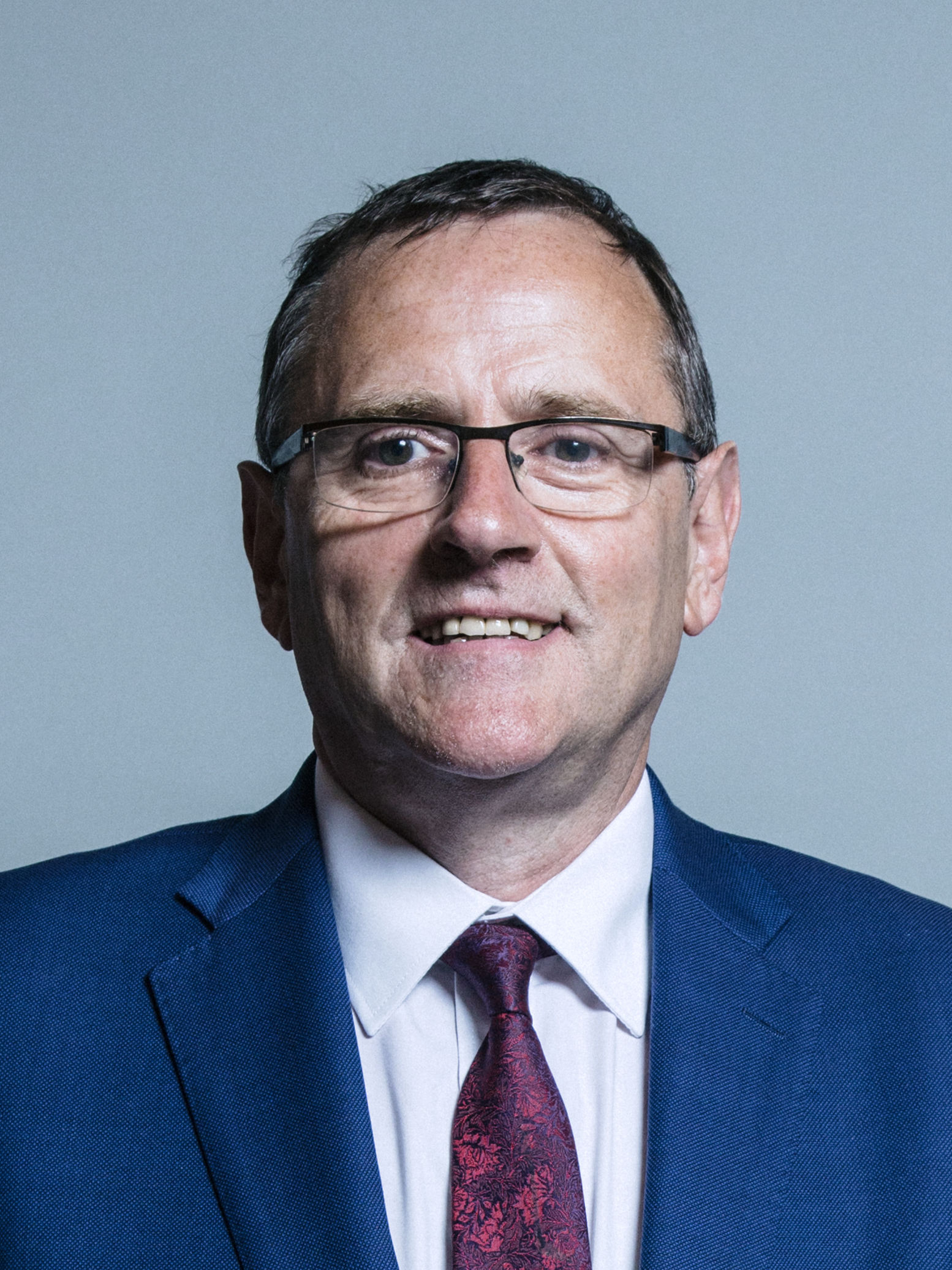
Phil Wilson